# (464242) 2015 DU13
(464242) 2015 DU13 es un asteroide perteneciente al cinturón de asteroides, descubierto el 13 de noviembre de 1996 por el equipo Spacewatch desde el Observatorio Nacional de Kitt Peak (Arizona, Estados Unidos).